# Gavriil Veressov
Gavril ou Gavriil Nikolaïevitch Veressov ou Véressov est un joueur d'échecs soviétique né le 28 juillet 1912 à Minsk et mort le 18 novembre 1979 à Minsk. Il était historien et candidat ès sciences (1951). 
En Russie, son nom a été donné à l'attaque Veressov : 1. d4 d5 2. Cc3 Cf6 3. Fg5, aussi appelée attaque Richter-Veressov.

## Biographie et carrière
Champion de Biélorussie à six reprises (en 1936, 1939, 1941, 1956, 1958 et 1963), Veressov reçut le titre de maître soviétique en 1937 après avoir battu Vassili Panov en match (9 à 7) et celui de maître international à la création du titre en 1950. 
Veressov disputa la finale du championnat d'échecs d'URSS en 1934 (13e-14e), 1940 (7e-9e) et 1944 (8e-10e).

### Championnats de Biélorussie
Veressov finit deuxième du championnat de Biélorussie à Minsk en 1934 (victoire de Vladislav Silitch), vainqueur en 1936, troisième en 1938 (victoire de Lilienthal), gagnant en 1939 et 1941, troisième en 1953, deuxième en 1954, troisième en 1955, premier ex æquo avec Boris Goldenov en 1956, troisième en 1957, vainqueur en 1958 (devant Sokolski) et 1963, deuxième en 1966 et 1969.
En 1966, il termina troisième du championnat des républiques baltes au Lac Naratch.

### Tournois internationaux
Il fut troisième ex æquo du tournoi international de Tbilissi en 1934.